# Kimmerosaurus langhami
Il kimmerosauro (Kimmerosaurus langhami) è un rettile marino estinto, appartenente ai plesiosauri. Visse nel Giurassico superiore (Kimmeridgiano, circa 150 milioni di anni fa) e i suoi resti fossili sono stati ritrovati in Inghilterra.

## Descrizione
Tutto ciò che si conosce di questo animale sono i resti di un cranio e di alcune vertebre cervicali; il resto del corpo non è noto, ma come tutti i plesiosauri anche Kimmerosaurus doveva possedere un corpo piatto e quattro arti trasformati in strutture simili a pinne. Il cranio era dotato di denti aguzzi, ricurvi e compressi lateralmente; la premascella era dotata di soli otto denti, mentre ve ne erano 36 su ogni ramo mascellare. Al contrario di altri plesiosauri, le ossa parietali di Kimmerosaurus non formavano una cresta sagittale. Il cranio di Kimmerosaurus doveva essere piuttosto simile a quello del più noto Cryptoclidus, ma più largo. Un altro animale simile doveva essere il nordamericano Tatenectes.

## Classificazione
L'unico fossile noto di Kimmerosaurus è stato descritto per la prima volta nel 1981; i fossili furono trovati nella formazione Kimmeridge Clay nei pressi della città di Kimmeridge, nel Dorset (Inghilterra). L'atlante e l'asse di Kimmerosaurus ricordano quelli di un altro plesiosauro del Giurassico superiore inglese, Colymbosaurus, noto per numerosi fossili ma non per il cranio; le somiglianze tra le ossa dei due animali hanno indotto alcuni studiosi a ritenere che i fossili di Kimmerosaurus potrebbero rappresentare la testa mancante di Colymbosaurus. Attualmente Kimmerosaurus e Colymbosaurus sono considerati due rappresentanti della famiglia dei criptoclididi, un gruppo di plesiosauri giurassici dalla testa particolarmente piccola e dai denti sottili.